# Pejibaye (Jiménez)
Pejibaye è un distretto della Costa Rica facente parte del cantone di Jiménez, nella provincia di Cartago.